# 가디언 (캐릭캐릭 체인지)
가디언(일본어: ガーディアン)은 PEACH-PIT의 만화 작품 및 그 원작으로 한 애니메이션 작품 《캐릭캐릭 체인지》에 등장하는 가공의 단체이다.

## 멤버들

### 주역
| 1~3권 / 1기  | 1~3권 / 1기          | 1~3권 / 1기    | 1~3권 / 1기 | 1~3권 / 1기 |
| 킹스 체어    | 퀸스 체어            | 잭스 체어      | 에이스 체어 | 조커        |
| ------------ | -------------------- | -------------- | ----------- | ----------- |
| 타다세(루이) | 나데시코(시아)       | 쿠카이(소마)   | 야야(유이)  | 아무(아무)  |
|              |                      |                |             |             |
| 4~6권 / 1기  |                      |                |             |             |
| 킹스 체어    | 퀸스 체어            | 잭스 체어      | 에이스 체어 | 조커        |
| 타다세(루이) | 리마                 | 카이리(케이)   | 야야(유이)  | 아무(아무)  |
|              |                      |                |             |             |
| 7권~ / 2기   |                      |                |             |             |
| 킹스 체어    | 퀸스 체어            | 잭스 체어      | 에이스 체어 | 조커        |
| 타다세(루이) | 리마, 나테시코(시아) | 나기히코(시우) | 야야(유이)  | 아무(아무)  |
| 3기          |                      |                |             |             |
| 킹스 체어    | 퀸스 체어            | 잭스 체어      | 에이스 체어 | 조커        |
| 히카루(누리) | 릿카(리카)           | 카이리(케이)   | 야야(유이)  | 공석(X)     |

### 히나모리 아무 (아무)
히나모리 아무(日奈森 亜夢) / 채아무
성우 - 이토 카나에 / 이용신
- 신장 : 152cm, 체중 : 30kg, 출생 : 1994년 9월 24일, 혈액형 : O형
- 수호캐릭터 : 란, 미키, 수우, 다이아

현재는 츠키요미 이쿠토와 미래를 약속한 사이.
세이요학원 초등부에 다니는 가디언의 조커 멤버.
매력 포인트는 핑크빛 머리카락과 X자의 머리핀으로 캐릭체인지를 할 때에는 각 캐릭터에 맞추어서 머리핀 모양이 바뀐다. 그 고스펑크의 패션과 말투로 학교에서는 쿨&스파이시라고 소문나 있다.
애뮬릿 하트
란과의 캐릭터 변신. 핑크색을 기조로한 배꼽이 보이는 룩과 치어리더형 의상을 착용하고 선캡을 쓴다. 머리모양은 사이드 테일헤어가 되고 그 선캡에는 큰 빨간 하트장식이 붙어 있다.
- 오픈하트

애뮬릿 하트, 애뮬릿 스페이드, 애뮬릿 클로버, 애뮬릿 다이아, 애뮬릿 포츈의 공동기술.
- 스파이럴 하트

무기인 하트로드를 던지는 공격.
- 스파이럴 하트 스페셜

스파이럴 하트의 스페셜판이다.
- 플래티나 하트

타다세/루이와의 합동공격.
- 하트 스피더

스니커가 롤러브레이드로 변신.
애뮬릿 스페이드
미키와의 캐릭터 변신. 청색을 기조로한 복장을 착용하고 큰 빵모자를 쓴다. 이때 머리모양은 숏컷이 되고 그 빵모자에 크고 푸른 스페이드 모양 장식이 붙어있다.
- 컬러풀 캔버스

거대한 그림 붓에 일곱색의 그림 물감같은 것을 바라 상대방을 공격.
- 프리즘 뮤직

푸른색의 높은 음자리표 모양의 지휘봉에서 무지개빛의 음표가 나와 상대방을 공격.
- 컬러풀 캔버스 스페셜

컬러풀캔버스의 스페셜판이다.
애뮬릿 클로버
스우와의 캐릭터 변신. 녹색을 기조로한 벌룬스커트의 메이드 옷을 착용하고 카츄사(헤드 드레스, 화이트 브림)을 쓴다. 이때 머리모양은 트윈 테일이 되고 그 카츄사에 큰 초록색 클로버 장식이 붙어있다.
- 리메이크 허니

거품기의 끝에서 꿀과 같은 것이 나온다.
- 리메이크 허니 스페셜

리메이크 허니의 스페셜판이다.
- 허니 버블즈

거품 방울/비눗방울로 적의 공격을 막는 기술이다.
애뮬릿 다이아
다이아와의 캐릭터 변신. 연하고 엷은 노란색(짧은 원피스에 같은 색상을 한 사이하이부츠)를 신는다. 그 인컴 마이크를 쓰고 이때 머리모양은 트윈 테일이 되고 그 카츄샤에 다이아 장식이 좌우로 두개씩 붙어있다.
- 스타라이트 네비게이션

빛의 궤도와 별모양의 에너지가 대상을 감싼다.
- 팅클 실드

하얀 실드와 함께 별모양 빛이 생기는 방어기술이다.
- 슈팅 스타 샤워

스타라이트 네비게이션과 비슷한 공격.
- 더블 오픈하트

퓨어 필링이랑 함께하는 공동기술이다.
애뮬릿 포춘
란, 미키, 수우, 다이아와의 캐릭터 변신. 그 웨딩드레스와 비슷한 복장으로 머리 장식은 빨강, 파랑, 초록, 노랑의 네잎 클로버가 왼쪽에 붙어있다.
- 오픈하트 풀볼륨

오픈하트의 파워업이다.
애뮬릿 엔젤
에루와의 캐릭터 변신. 하얀색과 핑크색을 기조로한 등에 날개가 붙은 핑크리본이 달려져있는 드레스를 입고 머리에 작은 날개 악세사리가 달려 있다.
- 엔젤 윙크

상대방에게 윙크를 하며 핑크색 하트를 날리는 기술이다.
- 사랑의 리페어빔

오픈 하트를 쓰는 방법과 닮았다.
애뮬릿 데빌
이루와의 캐릭터 변신. 배꼽이 보이는 룩으로 가슴의 부분이 붉은 박쥐의 형태가 되어서 같은 박쥐를 모티브로한 붉은 핫 팬츠를 입는다. 악마의 머리부분을 닮은 검은 모자를 쓰고 붉고 흰 보더의 사이하이삭스를 착용. 악마의 꼬리가 붙고 부츠에 작은 악마의 날개가 좌우 발에 두개씩 붙는다.
- 데빌 쥰

기타를 켜면 그 소리가 상대를 습격한다.

### 수호캐릭터 소유자

#### 츠키요미 이쿠토(토마)
츠키요미 이쿠토(月詠 幾斗) /  토마
성우 - 나카무라 유이치 / 이호산
키 179cm, 체중 59kg, 1990년 12월 1일생, AB형
엠브리오를 찾고 있는 청년으로 고교생이자 아무보다 다섯 살 연상.
- 수호 캐릭터: 요루와 바이올린에서 태어난 새까만 알.

평소에는 평일이나 휴일을 불문하고 교복을 입고 있는 청년으로 바이올린을 연주할 수 있어서 친아버지인 아루토가 애용한 바이올린을 자주 가지고 다닌다. 시크하고 본성을 잡을 수 없는 성격이지만, 서투르고 말 주변이 없는 일면도 있어서 주위로부터 다양하게 오해를 받는 일도 있다.
캐릭터 변신, 그것 때문에 처음 아무에게서는 고양이귀 코스프레 변태남이라고 불리고 타다세에게는 도둑 고양이/불행을 부르는 검은 고양이. 나데시코에게도 검은 고양이군/검은 고양이씨이라고 불리고 있다.
이스터사와 계약을 맺어서 엠브리오를 찾고 있다. 때문에 실질적으로는 아무의 적에 해당이되며 당초에는 아무의 수호알이나 험프티록을 노렸지만 아무의 험프티록과 한 쌍인 덤프티키를 가지고 있다. 그러나 이것은 타다세의 것을 훔친 것. 그런데 타다세의 아버지가 타다세에게 건네주기 이전에 아루토가 가지고 있던 것이라 이쿠토는 소유권을 주장하고 있다. 타다세와는 어릴 적부터 집안이 친해 함께 놀곤 했지만, 덤프티 키 사건 이후로 타다세는 자신의 키를 이쿠토가 훔쳐간 것이라 단정짓고 이쿠토와 타다세는 앙숙 사이가 되어버리지만, 그 화해하고 현재는 외국에서 자신의 아버지를 찾고 있으며 마지막에는 국외/해외에서 바이올리니스트로 활동하고 있다.

#### 호시나 우타우(세라)
호시나 우타우(ほしな 歌唄) /  세라
성우 - 미즈키 나나 / 양정화
키 160cm, 체중 48kg, 1992년 11월 9일생, A형.
- 수호 캐릭터: 이루와 에루.

이쿠토의 친여동생으로 열네살의 어린 나이로 데뷔해서 인기를 얻고 있는 미소녀이자 긴 블론드색 머리를 트윈 테일로 묶어서 고딕 로리타계통의 옷을 입고 있을 때가 많다.
TV프로 출연시를 포함해서 어딘가 침울한 언동이 눈에 띄어서 웃는 얼굴을 많이 보이지 않는다. 이쿠토가 아무에게 평범치않은 흥미를 나타내고 있기에 아무에게 강한 대항심/대립을 가지고 있지만 지기 싫어하고 솔직한 성격을 가지고 있다.
호시나는 예명이며, 이스터사와 계약을 맺어 예능 활동을 이용해서 엠브리오를 찾고 있었다. 이쿠토사에서는 이쿠토와 같이 아루토가 약속을 지키지 않았던 것의 보상으로 이쿠토를 인질로 하는 형태로 본인의 의지와 관계없이 협력하고 있었고, 한편 자신의 어머니인 소우코가 하라는 대로만 해서 '약한 사람' 이라고 실망하고 있다. 우타우의 목적은 과거와 현재도 이쿠토를 구하는 것.
상당한 브라더 콤플렉스로 이쿠토의 존재는 단순한 가족 이상으로 친남매/남매이면서도 연애 대상으로 파악하고 있다. 이쿠토에게 전력으로 응성 부리는 모습은 평상시의 쿨한 성격에서는 상상할 수 없을 정도로, 이쿠토를 위해서라면 아무리 더러운 일이라도 해낸다. 어릴 적에 타다세집에서 잠시나마 살았던 적이 있지만 그 때부터 브라더 콤플렉스 기질은 있었던 모양.
'이쿠토를 위해서'라며 고집한 나머지 노래를 부르는 의미를 잃었지만, 아미와 자신의 어릴 적이 겹쳐보인 것으로 현재는 '이쿠토 때문이 아닌, 자신만의 노래'를 찾아내어서 누군가가 노래를 듣고 기뻐해주었으면 좋겠다고 하고 있었으며 순수하게 노래를 좋아했던 마음을 떠올랐다.
블랙 다이아몬즈/검은 다이아몬드 계획 실패뒤에 이스터사를 빠져나와서 새로운 사무소를 시작하지만 이스터사의 방해가 많아서 지방의 숍이나 백화점에서의 순회공연을 하는 작은 예능 활동밖에 할 수 없지만, 우타우는 '노래할 수 있는 장소가 자신의 스테이지.'라며 희망을 버리지 않았다.
이사를 하면서 끝까지 아무에게 '이쿠토는 주지않아!'라고 발언했으며 아무와는 서로 고집을 부리고 있지만 깊은 우정이 생긴 모양으로, 현재는 친구.

### 호토리 타다세(루이)
호토리 타다세(辺里 唯世) / 루이
성우 - 타카기 레이코 / 이지영
- 키 : 154cm, 체중 : 42kg, 출생 : 1996년 3월 29일, 혈액형 : B형
- 수호캐릭터 : 키세키(프린스)

히나모리 아무를 좋아하는 왕자님
K체어를 맡고 있는 미소년. 통칭 '왕자' 아무와 동갑으로 같은 반 친구.
블론드색 머리카락의 소유자로(아호게가 있음), 본인의 외관에 반해 집은 일본식으로 되어 있는 방도 깔끔하게 되어있다. 강아지를 매우 좋아하며, 몇 년전에 쓰러지신 할머니를 무척 소중히 어겨서 빈번히 병문안으로 꽃을 사와서 할머니 방에 꽃아 놓고 나온다.
어릴 적부터 할머니에게서 강하고 친절한 사람이 되도록 교육받고 있었지만 내성적이고 부끄럼쟁이인 것이 컴플렉스여서, 그것이 계기가 되어 키세키/프린스가 태어났다. 그러나 지금은 많은 사람 앞에서 이야기하는 것도, 고백하는 것도 서툴러서 필요를 느꼈을 경우에는 키세키와 캐릭터 체인지를 하고 있지만, '왕자'라고 듣고 하게 되면 캐릭터 체인지/캐릭체인지를 해서 왕캐릭터가 되어버려서 왕자라고 부르지 말라고 화를 내며 '꿈은 세계정복' 등 호언한다. 그 때문에 가디언 내에서는 '왕자'라는 발언은 금지. 정상적으로 복귀 시키려면 머리에 파란색 양동이를 3초간 씌우는게 상책.
눈치는 못채지만 여성의 마음을 자극하는 언동을 하는 천연 플레이보이. 특기는 상대에게 자신의 부탁을 들어주게하는 '반짝반짝 광선'. 다만 이 기술을 여자들에게 사용할 때는 부드럽고 은밀한 카리스마가 강조되어 자신의 요구를 들어줄 수 밖에 없게 한다. 반면 남자에게 사용할 때는 귀엽게 그려지지만 요구를 관철시킬 수는 없으며 인기 있지만 어릴 적에는 죽어버린 애완견 베티를 좋아했었기 때문인지, 아무의 고백을 거절한 적도 있지만 그 후 '애뮬릿 하트' 에게 호의를 주었다. 최근에는 그것때문에 아무의 마음에 상처를 준 것 같아서 사죄하며 "지금 와서 좋아해도 괜찮아?" 라며 고백했다.
플래티나 로열
키세키와의 캐릭터 변신. 머리에는 그 왕관을 쓰고 그(홀리 크라운)스틱을 가지고 있다.
- 화이트 데코레이션

x알, x캐릭터의 정화기술.
- 홀리 크라운

공격, 방어 모두 가능.
- 홀리 크라운 스페셜

홀리 크라운 스페셜판.
- 플래티나 하트

애뮬릿 하트와 플래티나 로열의 합동기술.
- 홀리 세이버

지팡이가 검으로 변하고 공격, 전투용.

### 후지사키 나기히코/나데시코(시우/시아)
후지사키 나기히코/나데시코(なぎひこ/藤咲 なでしこ) / 시우/시아
성우 - 치바 사에코 / 소연
- 출생 : 1995년 7월 4일, 혈액형 : AB형
- 수호캐릭터 : 리즈무(리듬), 테마리(마리)

아무와의 같은 반 친구로 Q체어이자 그 집안의 후지사키 가의 남자들은 어릴 때 여자 옷을 입고, 여자 아이로 지내야 한다. 이것은 여행 무용을 배우기 위한 후지사키 가문의 가훈이란 가훈이 있으며 어렸을 때 슬픈 일이 있으며 현재는 어머니와 함께 살고 있다.
테마리는 한때 알로 돌아갔지만 리즈무(리듬)와 캐릭터화한 뒤 무용에 대해 생각하며 테마리가 다시 알에서 깨어나 캐릭터 변신한다.
야마토 마이히메 / 오리엔탈 프린세스
테마리/마리와의 캐릭터변신. 테마리/마리가 인간으로 변한 모습.
- 퀸즈 왈츠

리마의 '크라운 드롭'과의 합동공격.
- 체리 블라썸 샤워

비트 점퍼
리즈무/리듬와의 캐릭터변신. 리즈무/리듬이 인간으로 변한 모습.
- 비트 덩크

공모양의 파란색 에너지볼을 덩크슛을 하는 것처럼 조종.
- 플레이즈 슛

공모양의 파란색에너지볼을 드리블 동작후 손가락위에 얹는 기술.

### 소마 쿠카이(소마)
소마 쿠카이(相馬 空海) /  소마
성우 - 아베 아츠시 / 최승훈
- 출생 : 1994년 8월 17일, 혈액형 : A형
- 수호캐릭터 : 다이치(타이치)

활발하고 누구든지 도움을 주려고 하는 재미있는 J체어. 축구를 좋아하지만 다양한 자신에 도전하고 싶어 한다.
스카이 잭
다이치와의 캐릭터 변신.
- 골든 빅토리 슛

축구 볼과 같은 에너지 구를 계속 내보내는 공격 기술.

### 유이키 야야(유이)
유이키 야야(結木 やや) /  유이
성우 - 나카무라 토모코 / 한신정
- 출생 : 1996년 5월 25일, 혈액형 : O형
- 수호캐릭터 : 페페

A체어. 어리광이 많고 질투심도 많은 성격으로 귀여운 것과 달콤한 것을 좋아한다.
디어 베이비
페페와의 캐릭터 변신. 핑크 빛의 타이즈 멜빵바지에 토끼귀 형태의 모자를 쓰고 있다.
- GO! GO! 오리들/오리 부대

노란색 고무오리를 보내어 공격.
- 오리 대쉬

고고 오리보다 노란색 고무 오리의 움직임이 빨라진다.
- 오리 스크럼 고고

노란색 고무오리를 방패로 이용.
- 메리 메리/오리 토끼

모빌 오르골로 x알과 x캐릭터를 재우는 기술.
- 메리 메리 W 블록

메리메리의 오르골이 두 개로 증가.

### 마시로 리마(리마)
마시로 리마(真城 りま) / 리마
성우 - 야하기 사유리 / 여민정
- 출생 : 1996년 2월 6일, 혈액형 : B형
- 수호캐릭터 : 쿠스쿠스

Q체어. 구체관절인형같은 외모와 체구를 가지고 있지만 도도하고 조용한 성격 탓에 반에서 아무를 제외한 모든 여자아이들에게 따돌림을 받기도 했으며 전학 초에는 하인을 자주 요구하는 일도 많았지만 점점 마음을 열어간다.
크라운 드롭
쿠스쿠스와 캐릭터변신. 광대같은 옷을 입고있다.
- 퀸즈 왈츠

나데시코의 '야마토 마이히메'와의 합동공격.
- 저글링 파티

저글링의 클럽을 자유자재로 조종.
- 타이트로프 댄서

로프를 자유자재로 조종해 상대를 공격.

### 산죠 카이리(케이)
산죠 카이리(三条 海里) /  케이
성우 - 사이가 미츠키 / 이명선
- 출생 : 1997년 6월 12일, 혈액형 : A형
- 수호캐릭터 : 무사시(무사)

J체어로 그 시골마을에서 온 남학생. 나이에 비해 묘하게 어른스러운 점이 있다. 예를 들면, 실제 이름을 부르지 않으며, 지적으로 보이기도 하고 나이에 비해서 키가 큰 것도 어른스러워보이는데, 누나인 유카리가 이스터사에서 퇴직하고 산조 프로덕션을 세운 후에는 더 이상 세이요에 있을 일이 없고 부모님과 친구들이 기다린다며 고향으로 돌아갔다. 아무를 좋아하여 가디언 친구들과 헤어질 때 아무에게 고백했지만 여행을 갔을 때 다시 한번 재등장.
사무라이 소울 / 나이트 소울
무사시와의 캐릭터변신. 무사시/무사가 인간으로 변한 모습.
- 이나즈마(번개) 블레이드 / 썬더 블레이드

번개와 칼에서 공격하는 기술로 어느 쪽이나 두 자루의 일본도를 사용.

### 히이라기 릿카(리카)
히이라기 릿카(柊りっか) / 리카
성우 - 에리카 / 김율
3기에서부터 등장하는 세이요학원 전학생으로 아무를 동경하여 가디언 견습생. 현재는 퀸즈 체어.
- 수호 캐릭터: 호타루(샤인)

퓨어 필링
다이아랑 유사하지만, 햇님 모양의 마크가 있다.
- 더블 오픈 하트: 애뮬릿 다이아/다이아랑 함께 쓰는 공동기술.

### 히카루(누리)
히카루 / 누리
성우 - 나카오 에리 / 김영은
전무 카즈오미/전무의 손자로 아무에게 붕어빵을 받아먹은 경험이 있으며 3기부터 세이요 학원 1학년으로 입학, 가디언 견습생으로 투입되었다. 마지막에 가서야 자신의 수호캐릭터 알을 갖게 된다.
- 수호 캐릭터: